# Sticherus moyobambensis
Sticherus moyobambensis är en ormbunkeart som beskrevs av J.Gonzales. Sticherus moyobambensis ingår i släktet Sticherus och familjen Gleicheniaceae. Inga underarter finns listade.